# Eärendil
Eärendil Pomorščak oz. Eärendil the Mariner je eden najpomembnejših likov v Tolkienovi mitologiji. Preplul je velik del sveta in na koncu »postal« zvezda Daníca oz. Večernica, poznana pod imenom Eärendilova zvezda.

## Življenjepis
Eärendil je kot sin Tuorja in Idril Celebrindal, Turgonove hčere, tako človeške kot vilinske krvi, zatorej je polvilin; kot tak je bil obdarjen z obojim - lepoto in močjo vilinskega in človeškega rodu. Rojen je bil v Gondolinu in tam preživljal otroštvo do Maeglinove izdaje. Po tem je živel ob ustju Siriona, kjer je spoznal Elwing in se z njo poročil. S svojo ladjo Vingilótë (Vingilot), ki mu jo je pomagal zgraditi Círdan Ladjedelec je v iskanju svojega očeta, ki je odplul na Zahod, prepotoval vsa poznana morja sveta. 
Skupaj z Elwing sta odplula proti Amanu in ga nazadnje tudi dosegla. Eärendil se je odločil sam soočiti z jezo Valarjev in je stopil na tla neumrljivih dežel, da bi prosil Valarje za pomoč v boju proti Morgothu. Ob njegovi prošnji se je med Valarji vnel velik prepir, a na koncu se je Manwë odločil, da naj bo njegovi prošnji ugodeno, in vsa bitja v Valinorju so se pripravila na poslednjo vojno. 
Zaradi njihove dvojne narave se je Manwë odločil, da bo vsem polvilinom dana izbira: biti vilin ali biti človek. Eärendil je sledil Elwing pri odločitvi, da se pridruži vilinskemu rodu, čeprav je bil v srcu bližji ljudstvu svojega očeta - ljudem. Valarji so Eärendila poslali na nebo v znamenje upanja za ljudstva Srednjega Sveta. V Bitki jeze se je Eärendil bojeval z velikim zmajem Ancalagonom nad Angbandom in ga premagal. Zmaj je padel na vrhove Thangorodrima, ki se je zrušil pod njegovo težo. Po koncu vojne je Eärendil s svojo ladjo zaplul v nebo s sijočim Silmarilom na čelu Vingilótë. 

## Pomen imena in drugi nazivi
Eärendil pomeni v kvenji Ljubitelj morja, vendar je Tolkien razvil ime iz staroangleške literature, predvsem iz pesnitve Crist, kar je razložil v pismu št. 297 v Letters of J.R.R. Tolkien.
Znan je tudi pod nazivi Blaženi (Blessed), Pomorščak (Mariner), Polvilin (Halfelven) in Svetli (Bright). Kot zvezda je bil v Srednjem svetu imenovan Gil-Estel - Zvezda velikega upanja in poznejšim ljudem kot Venera, zvezda Danica oz. Večernica. Pravili so ji tudi Dúnedainska zvezda (The Star of Dúnedain) in Zvezda Severa (The Northern Star).

## Polvilinske generacije
```
         
Fingolfin
      
Galdor
     
Thingol
 = 
Melian

             |            |                |
             |            |          (1)   |
          
Turgon
         
Huor
   
Beren
 = 
Lúthien

             |     (2)     |          |
           
Idril
 ======= 
Tuor
        
Dior
 = 
Nimloth

                    |                     |
                    |                -------------
                    |                |           |
                 
Eärendil
 ======== 
Elwing
   
Eluréd in Elurín

                              |
                       ------------------
                       |                |
                     
Elros
            
Elrond
 = 
Celebrían

                       |                     |
               
Númenorski kralji
             |
                       :                     |
                    
Elendil
                  |
                       :                     |
                
Arnorski kralji
              |    
                       :                ---------------
          
Dúnedainski vodje
             |             |
                       :       (3)      |             |
                    
Aragorn
 ========= 
Arwen
  
Elladan in Elrohir

                                |
                            
Eldarion
```

Poroke med ljudmi in vilini so oštevilčene.